# Amobia pelopei
Amobia pelopei is een vliegensoort uit de familie van de dambordvliegen (Sarcophagidae). De wetenschappelijke naam van de soort is voor het eerst geldig gepubliceerd in 1859 door Camillo Róndani.